# Marlene Johnson
Marlene Johnson (ur. 3 grudnia 1976) – niemiecka artystka znana ze wspólnego koncertowania z Jah Meekiem (jako support na trasie promującej jego album Touched by an Angel), a także z udziału we frankfurckim projekcie elektro – Hacjenda i Soul Patrol.
W listopadzie 2006 roku nakładem VeloCity Sounds Rec. ukazał się jej minialbum Runway. Na krążku znalazły się m.in. cztery samodzielne kompozycje, a także utwory powstałe we współpracy z Marlonem B, Jah Meekiem, Ward 21 i House Of Riddim. Popularność przyniosła jej również współpraca z Samy Deluxe (hip hop), gdzie Johnson użyczyła swojego głosu na albumie Verdammt Nochmal.
W 2007 roku Marlene Johnson użyczyła głosu na ostatnim albumie brytyjskiej gwiazdy Dub – Zion Train – Live As One. Zagrała wiele koncertów w Polsce, Włoszech, Szwajcarii, Austrii i Niemczech z House Of Riddim, jako soundsystem oraz jako gościnna wokalistka na trasie Zion Train.
W maju 2008 roku został wydany jej debiutancki album My Type O’Smoove, który został wyprodukowany przez House Of Riddim i wydany przez VeloCity Sounds Rec.
Polska publiczność miała okazję poznać siłę głosu Marlene podczas m.in.: One Love Sound Fest 2006, Reggae Dub Festivalu 2007, 2008, Reggae nad Wartą 2007, Reggaeland 2008, Africa Is Hungry 2008, Reggae & Rap Festiwal 2009.

## Dyskografia

### EP
- Runway (2006)

### Albumy
- My Type O’Smoove (2008)
- Truth (2012)

## Festiwale
- One Love Sound Fest 2006,
- Reggae Dub Festivalu 2007, 2008,
- Reggae nad Wartą 2007,
- Reggaeland 2008,
- Africa Is Hungry 2009,
- Reggae & Rap Festiwal 2009.